# 乔治·拉利斯
乔治·拉利斯（羅馬化：Geórgios Rállis；1918年 -2006年），希腊政治人物，1980年至1981年担任希腊总理。

## 生平
生于希腊雅典市，曾在雅典大学学习政治学与法律。1980年，当选新民主党领导人。
| 前任： 康斯坦蒂诺斯·卡拉曼利斯 | 希腊总理 1980-1981 | 繼任： 安德烈亚斯·乔治·帕潘德里欧 |